# 茶運び人形

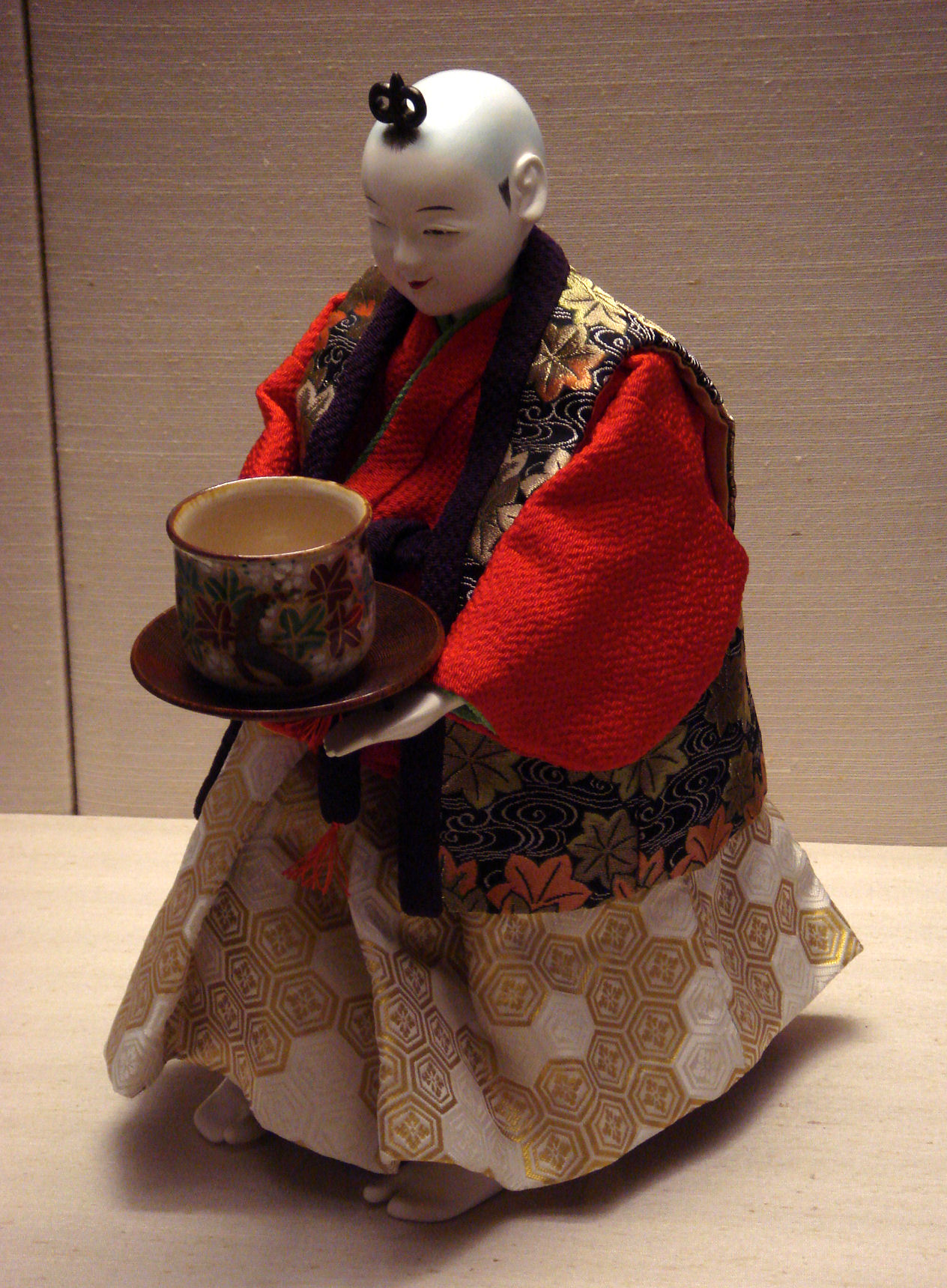
大英博物館に展示される茶運び人形

茶運び人形 (ちゃはこびにんぎょう、英: Karakuri puppet(英語版)) とは、江戸時代に製作されたからくり人形。

## 概要
機械的な入力に応答して出力する自動制御の要素を備えていた。
茶を入れた茶碗を人形が持った茶托に乗せると客人のいる所まで運び、客人が茶碗を取ると停止する。
客人が茶を飲み、空になった茶碗を茶托に戻すと、踵を返して茶碗を元の場所まで運ぶ。
現在よく知られる茶運び人形は寛政9年（1796年）に出版された細川半蔵の著書である『機巧図彙』（からくりずい）の記述を元に復元されものだが、現在各地に残る茶運び人形は機構上、『機巧図彙』で解説されるものとは異なるところがあり、『機巧図彙』に沿って制作された江戸時代のものは確認されていない。

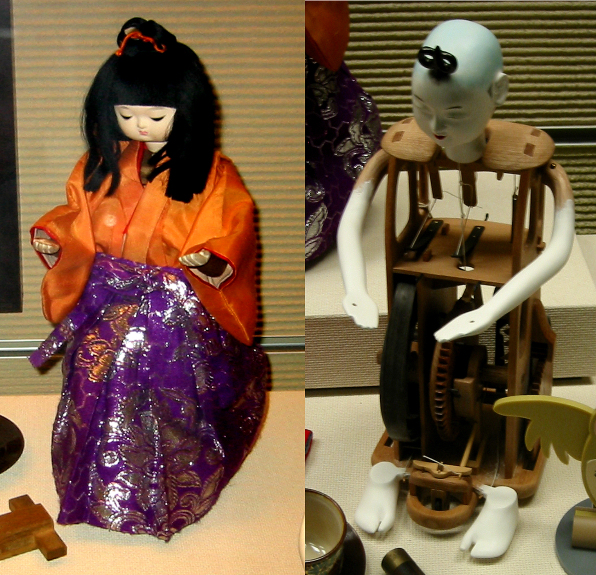
茶運び人形とその内部構造（復元品）。国立科学博物館所蔵。

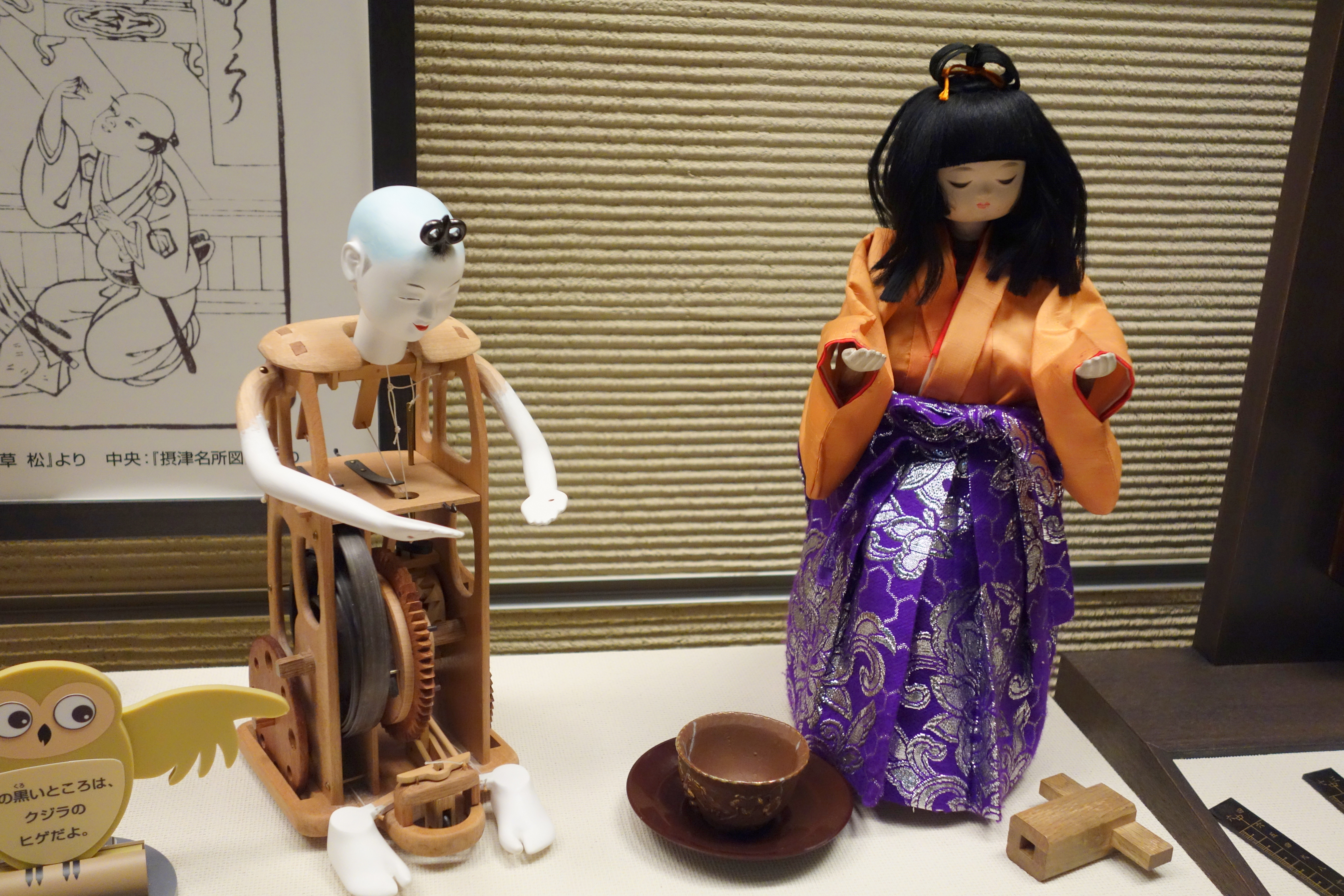
茶運び人形の内部構造

かねてより、一部の愛好家が復元を試みており、1982年には日本模型からプラスチック製の茶運び人形が発売された。
2002年11月には「学研の大人の科学シリーズVol.8」で発売され、2007年に発売された大人の科学マガジンVol.16ではミニ茶運び人形が付録についた。